# Gildas Arzel
Pour les articles homonymes, voir Arzel.
Gildas Arzel est un auteur-compositeur-interprète et musicien français né le 21 janvier 1961 à Marckolsheim en Alsace.
Ancien chanteur-guitariste du groupe Canada (formé avec Erick Benzi, Jacques Veneruso et Gwenn Arzel), il poursuit une carrière de chanteur en solo depuis 1991, tout en étant auteur-compositeur et musicien pour de nombreux artistes de la scène nationale et internationale. Ses inspirations musicales sont multiples, à la fois blues, rock, folk, country ou celtique.

## Biographie

### Les années Canada
Né en Alsace le 21 janvier 1961, Gildas Arzel se considère pourtant comme breton et revendique ses origines du Finistère, sa mère étant Brestoise et son père natif de Locmaria-Plouzané. Il passe les premières années de sa vie à suivre ses parents à l'étranger, son père travaillant dans les travaux publics. La famille vit ainsi successivement en Syrie, au Pakistan et à la Réunion. C'est au Pakistan que Gildas se familiarise avec les premiers instruments à cordes, en particulier la guitare, et s'imprègne des musiques ethniques qu'il découvre au gré de leurs voyages. En même temps, toute son enfance est bercée par les musiques d'Alan Stivell et de Dan Ar Braz. Et il se découvre très rapidement une admiration profonde pour John Forgety, le leader du groupe californien Creedence Clearwater Revival.
De retour en France en 1976, à Marseille, il fonde le groupe Alenda avec son frère Gwenn (batterie) ainsi qu'avec Jacques Veneruso (guitare), Erick Benzi (percussions, clavier, saxophone) et Robert Prud'homme qu'ils viennent de rencontrer. Pendant près de six ans, ils vont jouer à Marseille avant de monter à Paris sous le nom de Canada avec l'ambition de faire des disques. Ils parviennent à signer un contrat chez EMI et sortent leur premier 45 tours Les yeux dans les yeux en 1984. Bien que le single passe totalement inaperçu, un second sort en 1985 : Touché au cœur.
L'année suivante, ils présentent à leur maison de disques un nouveau titre, une ballade anachronique, Mourir les sirènes, qui inclut la cornemuse dans le long final du titre, laissant transparaitre les origines de Gildas. La cornemuse n'en demeure pas moins un instrument peu usité dans la variété. EMI ne semblent donc guère convaincu et la bataille dure près d'un an pour que ne sorte le titre. Ils y parviennent et en janvier 1987, la chanson entre au Top 50 où elle reste classée pendant 14 semaines pour atteindre la 27e place. Elle se classa 105e meilleure vente sur l'année 1987 avec plus de 300 000 exemplaires écoulés.
En 1987, le groupe sort deux nouveaux 45 Tours, Un bout de ciel et Le loup s'endort, qui précèdent leur seule et unique album Sur les traces en 1988. Un nouveau 45 Tours en est extrait, Angélina. Jean-Jacques Goldman les repère très vite et les invite lors d'un Studio 22 sur RTL  qui lui est consacré. Le courant passe entre les artistes et il leur confie alors les premières parties de sa tournée 1988. Gildas sympathise avec Michael Jones, guitariste de Goldman, lors d'une soirée Beatles à l'Olympia. Dans le même temps, Gildas collabore à l'album de Charlélie Couture Solo Girls (guitares et chœurs).
En 1989, Canada sort son dernier single Ne m'oublie pas. Un titre signé paroles et musiques par Gildas Arzel, non extrait de l'album Sur les traces, et qui sera repris par la suite par Johnny Hallyday sur son album Lorada (1995).

### Carrière solo, collaborations et musiques de films
L'année suivante, supportant mal l'image de « chanteurs à minettes » qui commence à leur coller à la peau, et voulant chacun voler de ses propres ailes, les membres du groupe décident de se séparer. Gildas Arzel entame alors une carrière solo. Gwenn Arzel quitte le milieu de la musique pour s'occuper d'un gîte rural. Jacques Veneruso devient, de son côté, l'un des compositeurs et l'accompagnateur attitré de Florent Pagny.
Gildas Arzel propose à Jean-Jacques Goldman, alors à la recherche d'une nouvelle équipe pour son album Fredericks/Goldman/Jones, de contacter Erick Benzi. C'est alors le point de départ d'une très longue collaboration entre les deux hommes. Gildas participe également à la réalisation de cet album et joue la guitare sur plusieurs titres  (C'est pas d'l'amour, Chanson d'amour (...!), À nos actes manqués, Peurs).
Il commence sa carrière solo en associant un mélange de folk irlandais et écossais, de cajun, de blues, de rock, de musiques ethniques et celtiques. De ces multiples influences naît en 1991 son premier album Les gens du voyage, inspiré par ses souvenirs d'enfance (notamment à travers des titres comme Le temps me vole et Un grand frère). Tous les membres de Canada y participent tout comme ses amis Jean-Jacques Goldman et Gabriel Yacoub (fondateur du groupe folk des années 1970 Malicorne). L'album peine à trouver son public.
La même année, Gildas Arzel participe à l'enregistrement du deuxième album de Vivien Savage, Le voyage du North's son, avec ses amis de Canada et Carole Fredericks. En 1992, il publie une nouvelle version de Ma chiquita, troisième extrait de l'album après Leave it et Le temps me vole. Il fait la première partie de la tournée Fredericks Goldman Jones.
En 1993, Gildas collabore à nouveau avec le trio Fredericks/Goldman/Jones et joue les guitares sur le titre On n'a pas changé sur l'album Rouge du trio. Parallèlement, il travaille sur l'album de Christopher Thomson.
En 1994, Gildas Arzel publie son deuxième album solo, Entrer dans la danse, où l'influence de ses voyages, ses racines et son attachement aux musiques du monde s'expriment aussi bien dans les thèmes des chansons que dans la musique et la rythmique (par exemple dans Cent les sangs, une chanson que Maurane reprendra en 2003 sous le titre Quand les sangs). L'album est mal distribué par EMI et malgré un passage remarqué dans l'émission Taratata, les ventes ne décollent pas. Cette même année, Gildas Arzel est sollicité par les américains du groupe ZZ Top pour assurer les premières partie de leur tournée française, notamment à Bercy.
En 1994, Gildas Arzel, Erick Benzi et Jacques Veneruso se réunissent et composent plusieurs titres sur l'album Rester vrai de Florent Pagny. Gildas signe alors notamment, paroles et musique, le titre Jamais, que Florent Pagny enregistre en duo avec Johnny Hallyday.
Toujours en 1994, Roch Voisine publie l'album Coup de tête et reprend Jean Johnny Jean qui figurait sur l'album Les gens du voyage de Gildas Arzel. Le titre n'est pas distribué en single en France, mais il connait en revanche un franc succès au Québec, assimilé aujourd'hui comme étant un "traditionnel" dans l'inconscient collectif.
En  1995, 10 ans après l'album Gang, Jean-Jacques Goldman est de nouveau sollicité pour la réalisation du prochain album de Johnny Hallyday. Très occupé, (notamment avec l'écriture de l'album "D'eux" de Celine Dion), il ne peut assumer seul l'écriture de l'album et confie à ses amis de Canada le soin d'écrire la majeure partie des titres de cet album Lorada,. Gildas Arzel signe cinq titres : Est-ce que tu me veux encore, Lady Lucille, Un rêve à faire et Ne m'oublie pas (la reprise du titre de Canada en 1989) qui sortira la même année en single.
En septembre 1995, dans le cadre de la tournée "Lorada Tour", Gildas Arzel assure les premières parties de Johnny Hallyday à Bercy.
Dès lors, les trois ex-Canada sont très demandés et travaillent régulièrement ensemble sur les mêmes projets. Notamment pour Carole Fredericks et son album Springfield sur lequel Gildas signe trois titres, dont Runaway Love qui deviendra le générique final du film Une chance sur deux de Patrice Leconte.
En 1996, ils signent l'écriture de l'album Une à une pour Nanette Workman, réalisé par Erick Benzi, et sur lequel Gildas interprète Sauve-moi en duo avec la chanteuse québécoise.
Seul également, Gildas enchaîne les compositions et le travail en studio pour différents artistes[Qui ?]. Il signe ainsi deux titres sur l'album solo de Michael Jones À consommer sans modération : Le choix désarme et la musique d'Oublié.
1997 marque le retour discographique de Gildas Arzel avec la sortie d'un nouvel album éponyme chez EPIC. Un album aux sonorités celtiques totalement assumées, qui reprend également quelques titres de ses deux premiers albums solo. Le titre Au cœur des pierres levées bénéficie d'un peu de promotion en radios et en télé notamment avec le clip diffusé sur M6 sur lequel on reconnait Jean-Jacques Goldman à la guitare. L'album sort d'abord en Bretagne, avant sa sortie nationale. Gildas entame alors une tournée française. Sur scène, Jean-Jacques Goldman l'accompagne comme musicien (guitares, basse, violon, harmonica),,.
Toujours en 1997, Gildas prête sa voix au générique du dessin animé Anastasia en duo avec Anggun pour qui il a joué sur l'album Au nom de la lune qu'a réalisé Erick Benzi.

### 1998-2003: Collaboration avec Céline Dion, Roch Voisine, Goldman, Noah, Maurane...
En 1998, Gildas Arzel participe comme musicien à l'album de Céline Dion S'il suffisait d'aimer réalisé par Jean-Jacques Goldman et Erick Benzi. C'est là sa première collaboration avec Céline Dion.
Dans le même temps, il est contacté par Alan Simon pour participer à sa grande saga médiévale Excalibur aux côtés de grands noms de la musique celte, Tri Yann, Dan Ar Braz, Nikki Matheson, Fairport Convention, ainsi que Didier Lockwood, Roger Hodgson (ex-Supertramp) et bien d'autres. Le projet est une fresque musicale sur la légende arthurienne. Il joue avec son amie Nikki Matheson sur le titre Morning song. Excalibur est un grand succès et une tournée démarre. Il compose pour l'occasion un inédit, Mourir avant, enregistré sur l'album live Excalibur, le concert mythique lors de la première à Rennes le 19 octobre 1999. La tournée passe par Bercy le 13 juin 2000.
Les ex-Canada se retrouvent à nouveau sur l'album de Roch Voisine Chaque feu… dans lequel le chanteur reprend le titre phare du groupe Mourir les sirènes et adapte J'ai l'espoir qui figurait sur le 1er album solo de Gildas. Ce dernier signe également Au bout de la piste. Cet album est réédité en 2002 au Canada, dans un coffret contenant 5 titres inédits, dont S'aimer écrit par Gildas. Pour la première fois depuis 1990, le groupe Canada au grand complet se reforme le 11 janvier 2000 lors du concert de Roch Voisine à l'Olympia et interprètent le titre Le loup s'endort.
En 2000, Gildas, Erick et Jacques retrouvent Jean-Jacques Goldman pour travailler sur le nouvel album de Yannick Noah. Gildas signe Quand la danse.
Parallèlement, Gildas travaille à son nouvel album solo qui est réalisé et mixé (début novembre), par son ami Christophe Battaglia. L'album Autour de nous sort en février 2001. La couleur celte est moins évidente sur cet album plus blues rock, mais toutefois perceptible sur des morceaux comme L'heure de s'aimer et Ton île.
En septembre 2001, Gildas Arzel est victime d'un grave accident de la route qui met un terme à la tournée qu'il venait d'entreprendre
Le 20 novembre 2001, Jean-Jacques Goldman publie son nouvel album Chansons pour les pieds auquel Gildas a activement participé : chœurs en canon sur Ensemble, guitare sur La pluie, The Quo's in town tonite, Je voudrais vous revoir et Les choses, slide sur Si je t'avais pas, mandoloncelle sur Tournent les violons, oud sur Une poussière. Mais à la suite de son accident, il demeure incapable de participer à la tournée. Il fait toutefois une timide apparition en janvier 2002 aux NRJ Music Awards aux côtés de Jean-Jacques Goldman pour l'interprétation du titre Ensemble.
Son retour à la scène se fera aux côtés de Jean-Félix Lalanne et Gérald de Palmas le 18 février 2002 à l'Olympia à l'occasion du concert « Autour de la Guitare ». Un album studio sur lequel il reprend Un grand frère avec Jean-Jacques Goldman et Gabriel Yacoub, Tea Time Frealin avec Jean-Félix Lalanne et Prends ma main avec Gérald de Palmas. sort en mars suivant.
Dans le même temps, Gabriel Yacoub publie The simple thing we said, sur lequel il reprend Ami, Ame, Amen, (chanson qu'il a coécrite avec Gildas sur son album de 1997).
En 2002, les collaborations se multiplient ! Il écrit et compose simultanément pour Yannick Noah, Maurane, Autour du blues, Céline Dion, J.A.H.O, la québécoise France D'Amour, Sandrine François pour qui il joue les guitares sur son titre Il faut du temps qui représente la France au concours Eurovision 2002.
2003 est encore une année très chargée pour Gildas Arzel. Daniel Lévi sort son premier album Ici et maintenant réalisé par Erick Benzi, contenant deux titres coécrits par Gildas ; Si jamais et Tous les mêmes. Au printemps, Maurane sort son album Quand l'humain danse en Belgique. Le titre Quand les sangs..., qu'il lui a « réécrit », est très vite un succès single. Au Québec, Laurence Jalbert reprend In the Twilight (extrait de son 1er album solo Les gens du voyage) sur son album Et j'espère.
René Angélil demande à Jean-Jacques Goldman de réaliser un troisième album pour Céline Dion. Après deux albums successifs, Jean-Jacques Goldman décide de faire à nouveau appel aux ex-Canada pour travailler sur ce projet. Naît ainsi l'idée d'un nouveau concept où Céline ne serait plus seule interprète mais membre d'un groupe : c'est la naissance de 1 fille & 4 types, un album sur lequel Céline Dion est entourée de "4 types" qui ne sont autre que Jean-Jacques Goldman, Gildas Arzel, Erick Benzi et Jacques Veneruso. Gildas Arzel signe Ne bouge pas et est tout autant interprète que musicien sur cet album. Au mois de mai, l'équipe part à Las Vegas finaliser l'album, tourner le clip de Tout l'or des hommes et commencer la promo.
Toujours en 2003, en août, Yannick Noah publie son album Pokhara sur lequel Gildas joue l'intro du premier extrait, Si tu savais avec sa Sitar. Dès sa sortie, l'album se retrouve à la deuxième place du Top puis deux semaines à la première place.
En octobre enfin, le groupe J.A.H.O publie son premier album sur lequel Gildas Arzel a écrit la plupart des paroles. Ce groupe de rock française est fondé notamment par ses compagnons de route Christophe Battaglia et Cyril Tarquiny.

### 2003-2010: De El Club à La guitare celtique
Avec Jacques Veneruso et Erick Benzi, Gildas Arzel souhaite créer un nouveau groupe, JEG, projet qui finalement est abandonné.
Fin 2003, les projets avec Garou se concrétisent et Gildas Arzel signe 2 titres sur son album Reviens : Ton premier regard et Une dernière fois encore. Dans la foulée, il participe et jouera les guitares du titre La rivière de mon enfance signé Didier Barbelivien que Garou chante avec Michel Sardou.
En 2004 Michael Jones publie Prises et reprises sur lequel Gildas Arzel a écrit et composé Window qu'il accompagne à la guitare 12 cordes. On le retrouve également à la guitare sur l'album Tant de belles choses de Françoise Hardy. Puis en 2005 sur les albums Double Enfance de Julien Clerc et 9 de Lara Fabian (chœurs sur L'homme qui n'avait pas de maison).
L'année suivante, Yannick Noah sort l'album Charango, sur lequel Arzel a composé deux chansons dont le succès Donne-moi une vie,.
2007 marque le retour au projet de groupe souhaité par Gildas et Erick. Jacques Veneruso y renonce finalement et ce sont les amis Michael Jones et Christian Séguret qui rejoignent le projet. Baptisé El Club, le groupe sort le 4 juin un album éponyme qui sera suivi d'une tournée à travers toute la France.
Dans le même temps, Gildas Arzel participe à l’enregistrement de trois titres de l'album D'elles pour Céline Dion dont il signe la musique du titre Les paradis.
En 2010, Gildas compose et joue sur l'album Frontières de Yannick Noah. Il participe également à l'album Autour de la guitare celtique et part en tournée avec Jean-Félix Lalanne avec les guitaristes bretons Dan Ar Braz, Gilles Le Bigot et Soïg Sibéril.

### 2010-2018: Greneville
Dès 2010, Gildas Arzel s'attelle à travailler sur un nouveau projet qui deviendra son cinquième album solo, en revisitant la musique country, qui le berce depuis son enfance, sous toutes ses formes et ses racines (bluegrass, irlandaise, cajun, rock, folk, blues). Pour sa réalisation, il s'entoure de ses amis Christian Séguret et Gildas Lointier ainsi que de proches pour l'enregistrement de cet album baptisé Greneville (en référence à Greneville-en-Beauce où il vit).
5 années de travail seront nécessaires afin d'arriver au résultat ecompté. Harmonies vocales, guitares acoustiques et électriques, mandolines, dobros, banjos, violons, mandoloncelles ou altos se côtoient pour revisiter des titres comme Walls of time de Bill Monroe, Massachusetts des Bee Gees, C'est la vie (You never can tell) de Chuck Berry ou encore Lodi de Creedence Clearwater Revival parmi les 13 pistes que compte cet album, dont un titre inédit signé Séguret/Arzel, Someday Someway.
En automne 2015, Gildas Arzel participe à la tournée "Autour de la guitare" initiée par Jean-Felix Lalanne aux côtés de Larry Carlton, Christopher Cross, Roben Ford, Paul Personne, Axel Bauer, Nono Krief ou encore Dan Ar Braz. Avant de publier en décembre de cette même année ce nouvel album Greneville.
Alors qu'il participe en 2016 à l'album L'Attrape-rêves de Christophe Mae, Gildas Arzel rencontre le chanteur-guitariste Erik Sitbon (qui s'aventure depuis plusieurs années dans le registre country-folk avec son groupe The Ghost Band). Il présente ainsi ses nouvelles chansons sur scène sous le nom Gildas Arzel & The Ghost Band feat Erik Sitbon.

## Discographie
- En solo
  - 1991 : Les gens du voyage
  - 1994 : Entrer dans la danse
  - 1997 : Gildas Arzel
  - 2001 : Autour de nous
  - 2015 : Greneville
- En groupe
  - 1988 : Canada - Sur les traces (groupe avec Gween Arzel, Erick Benzi et Jacques Veneruso)
  - 2003 : Céline Dion - 1 fille & 4 types (groupe avec Erick Benzi, Céline Dion, Jean-Jacques Goldman et Jacques Veneruso)
  - 2007 : El Club - Plus fort que ça (groupe avec Erick Benzi, Michael Jones et Christian Séguret)

## Collaborations

### Participations
- 1996 : Nanette Workman Une à une - (Sauve-moi en duo avec Nanette Workman)
- 1997 : BO du dessin animé Anastasia - (C'est le début en duo avec Anggun)
- 1999 : Album concept "Excalibur, le concert mythique" - Mourir avant
- 2001 : Jean-Jacques Goldman, Chansons pour les pieds (voix sur Ensemble avec Gérald de Palmas et Maxime Le Forestier)
- 2002 : Autour de la Guitare volume 1 - reprise de ses titres Un grand frère (avec Jean-Jacques Goldman et Gabriel Yacoub), Tea time frealing (avec Jean-Félix Lalanne) et Prends ma main (avec Gérald de Palmas)
- 2003 : Autour de la Guitare volume 2 - reprise de son titre Jean Johnny Jean avec Michael Jones
- 2003 : Garou Reviens - featuring sur le titre Une dernière fois encore
- 2003 : Autour du blues - reprise des titres Tobacco Road (avec Jean-Jacques Goldman et Michael Jones) et Get down Woman
- 2005 : Lara Fabian 9 - featuring sur le titre L'homme qui n'avait pas de maison
- 2010 : Autour de la guitare celtique avec Jean-Félix Lalanne, Dan Ar Braz, Gilles Le Bigot et Soïg Sibéril.

### Auteur/Compositeur
Gildas Arzel a écrit et composé pour : France D'Amour, Céline Dion, Sandrine François, Carole Fredericks, Michael Jones, Garou, J.A.H.O, Johnny Hallyday, Laurence Jalbert, Daniel Levi, Maurane, NH3, Yannick Noah, Florent Pagny, Mario Pelchat, Roch Voisine, Gabriel Yacoub, Nanette Workman... ainsi que pour lui-même et ses groupes Canada et El Club.
L'ensemble des chansons indiquées ci-dessous sont signées en tant que auteur ou coauteur / compositeur ou co-compositeur, par Gildas Arzel. Afin de faciliter la lecture, chaque item contient l'année, le titre et le premier interprète. Si reprise ou adaptation il y a, il est inscrit à la suite sur la même ligne.
- Années 1984-1989
  - 1984 : Les yeux dans les yeux (Canada)
  - 1985 : Touché au cœur (Canada)
  - 1985 : 23e étage (Canada)
  - 1986 : Mourir les sirènes (Canada)
  - 1986 : Tourne la chance (Canada)
  - 1987 : Un bout de ciel (Canada)
  - 1987 : Les cavaliers bleus (Canada)
  - 1987 : La chaleur du sud (Canada) - repris par le groupe El Club en 2007.
  - 1987 : Mauvais sommeil (Canada) - repris par le groupe El Club en 2007.
  - 1988 : Le loup s'endort (Canada)
  - 1988 : Recommence (Canada)
  - 1988 : Chattanooga (Canada)
  - 1988 : Angelina (Canada)
  - 1988 : La fille du lac (Canada)
  - 1988 : Bouge ma vie (Canada)
  - 1988 : Les fantômes (Canada)
  - 1988 : Kevin (Canada)
  - 1988 : Pauvre Joe (Canada)
  - 1989 : Ne m'oublie pas (Canada) - repris par Johnny Hallyday en 1995.
  - 1989 : Brûler l'amour (Canada)
- Années 1990-1994
  - 1990 : J'ai grandi trop vite (Gabriel Yacoub)
  - 1990 : Les gens du voyage (Gildas Arzel)
  - 1990 : Maloya (Gildas Arzel)
  - 1990 : Leave it (Gildas Arzel)
  - 1990 : Jean Johhny Jean (Gildas Arzel) - repris par Roch Voisine en 1994.
  - 1990 : In the twilight (Gildas Arzel) - repris par Laurence Jalbert en 2001.
  - 1990 : Ma chiquita (Gildas Arzel)
  - 1990 : Le temps me vole (Gildas Arzel)
  - 1990 : Un grand frère (Gildas Arzel)
  - 1990 : Où aller (Gildas Arzel)
  - 1990 : J'ai l'espoir (Gildas Arzel) - adapté par Roch Voisine en 1999.
  - 1990 : Prends mas main (Gildas Arzel)
  - 1990 : Kirell (Gildas Arzel)
  - 1993 : The voice (Michael Jones)
  - 1994 : Jamais (Florent Pagny & Johnny Hallyday)
  - 1994 : Où vont les hommes qui doutent (Florent Pagny)
  - 1994 : C'est l'âme (Gildas Arzel)
  - 1994 : Entrer dans la danse (Gildas Arzel)
  - 1994 : Assez pour partager (Gildas Arzel)
  - 1994 : Et tes yeux bleus (Gildas Arzel)
  - 1994 : Ici (Gildas Arzel)
  - 1994 : Cent les sangs (Gildas Arzel) - adapté par Maurane en 2003.
  - 1994 : Comme ça tu sais (Gildas Arzel)
  - 1994 : Les vents te commandent (Gildas Arzel)
  - 1994 : Pour te plaire (segnorita) (Gildas Arzel)
  - 1994 : Je vois du blues (Gildas Arzel)
  - 1994 : Avant de t'aimer (Gildas Arzel)
- Années 1995-1999
  - 1995 : Lorada (Johnny Hallyday)
  - 1995 : Est-ce que tu me veux encore ? (Johnny Hallyday)
  - 1995 : Lady Lucille (Johnny Hallyday)
  - 1995 : Un rêve à faire (Johnny Hallyday)
  - 1996 : Run away love (Carole Fredericks)
  - 1996 : Reason to stay (Carole Fredericks)
  - 1996 : Tender love (Carole Fredericks)
  - 1996 : Une à une (Nanette Workman)
  - 1996 : Chacun de tes doigts (Nanette Workman)
  - 1996 : Celui que je veux (Nanette Workman)
  - 1996 : Vite (Nanette Workman)
  - 1997 : Le choix désarme (Michael Jones)
  - 1997 : Oublié (Michael Jones)
  - 1997 : Brazebeck (Gildas Arzel)
  - 1997 : Au cœur des pierres levées (Gildas Arzel)
  - 1997 : Ami Ame Amen (Gildas Arzel) - repris par Gabriel Yacoub en 2004.
  - 1997 : Frappent les vagues (Gildas Arzel)
  - 1997 : Oubliés du ciel (Gildas Arzel)
  - 1997 : Psalmodie (Gildas Arzel)
  - 1998 : Géant à genoux (Mario Pelchat)
  - 1999 : Au bout de la piste (Roch Voisine)
  - 1999 : J'ai l'espoir (Roch Voisine) - adapté du titre éponyme de l'album Les gens du voyage de Gildas Arzel en 1991.
  - 1999 : S'aimer (Roch Voisine)
  - 1999 : Mourir avant (Gildas Arzel pour le projet Excalibur d'Alan Simon)
- Années 2000-2004
  - 2000 : Quand la danse (Yannick Noah)
  - 2000 : J'avais (Gildas Arzel)
  - 2000 : L'heure de s'aimer (Gildas Arzel)
  - 2000 : Un jour ou l'autre (Gildas Arzel)
  - 2000 : L'eau (Gildas Arzel)
  - 2000 : Le lien (Gildas Arzel)
  - 2000 : Jusque-là (Gildas Arzel)
  - 2000 : Choisir (Gildas Arzel)
  - 2000 : Jeanne (Gildas Arzel)
  - 2000 : Tea time frealin' (Gildas Arzel)
  - 2000 : Autour de nous (Gildas Arzel)
  - 2000 : Haré Meshnu (Gildas Arzel)
  - 2000 : Ton île (Gildas Arzel)
  - 2000 : Les voix du silence (Gildas Arzel)
  - 2002 : Tous les mêmes (Daniel Lévi)
  - 2002 : Si jamais (Daniel Lévi)
  - 2002 : Laisse-moi (France d'Amour)
  - 2003 : Sur mon nuage (Sandrine François)
  - 2003 : En dedans (Sandrine François)
  - 2003 : Ne bouge pas (Céline Dion)
  - 2003 : Ton premier regard (Garou)
  - 2003 : Une dernière fois encore (Garou)
  - 2003 : Quand les sangs (Maurane) - version adaptée de son titre Cent les sangs (album Entrer dans la danse en 1994)
  - 2003 : Ye mama ye (Yannick Noah)
  - 2003 : Chaque matin (Yannick Noah)
  - 2003 : C'est pour toi ([annick Noah)
  - 2003 : Une drôle de fille (J.A.H.O)
  - 2003 : J'aime (J.A.H.O]
  - 2003 : J'y étais (J.A.H.O)
  - 2003 : Chercher l'erreur (J.A.H.O)
  - 2003 : Toi qui sais (J.A.H.O)
  - 2003 : Tu sais que ça ira (J.A.H.O)
  - 2003 : Laisser aller (J.A.H.O)
  - 2003 : Ouvrir (J.A.H.O)
  - 2004 : Window (Michael Jones)
- Années 2005-2009
  - 2006 : Donne-moi une vie (Yannick Noah)
  - 2006 : Là (Yannick Noah)
  - 2007 : Les paradis (Céline Dion)
  - 2007 : Est-ce qu'elle m'emmènerait (El Club)
  - 2007 : Toi (El Club)
  - 2007 : Minuit sonne (El Club)
  - 2008 : Le bois mort (Gabriel Yacoub)
  - 2009 : Le monde avec tes yeux (NH3)
  - 2009 : Tu me tiens (NH3)
  - 2009 : L’odyssée (NH3)
  - 2009 : On est personne (NH3)
- Années 2010-2019
  - 2010 : On veut plus jouer (Yannick Noah)
  - 2010 : No One's Land (Yannick Noah)
  - 2015 : Someday Someway (Gildas Arzel)
- Années 2020-2029
  - 2022 : Qui vivra verra (Yannick Noah)

### Musicien/Arrangeur/Réalisateur
Afin de faciliter la lecture, chaque item contient l'année, le nom de l'album et celui de l'artiste. Si précision apporté sur le livret il y a, il est inscrit à la suite sur la même ligne.
- Années 1985-1989
  - 1988 : SoloGirls (CharlElie) - Guitare chorus
- Années 1990-1994
  - 1990 : Fredericks Goldman Jones (Fredericks Goldman Jones) - Guitare chorus
  - 1991 : Les gens du voyage (Gildas Arzel) - Guitares, mandoncelle, banjo, violon, charango, harmonica, dobro, programmation. Coarrangements et coréalisation.
  - 1992 : Le voyage du North's Son (Vivien Savage) - Guitares et chœurs
  - 1993 : Rouge (Fredericks Goldman Jones) - Guitare chorus
  - 1994 : Entrer dans la danse (Gildas Arzel) - Guitares, mandoline, banjo, violon, charango, harmonica, dobro, programmation. Coarrangements et coréalisation.
- Années 1995-1999
  - 1995 : Lorada (Johnny Hallyday) - Guitares, dobro et chœurs
  - 1996 : Une à une (Nanette Workman) - Guitares, violon, mandoline et chœurs
  - 1996 : Springfield (Carole Fredericks) - Guitares, dobro et chœurs
  - 1997 : En passant (Jean-Jacques Goldman) - Guitare sur le titre Le coureur
  - 1997 : Au nom de la lune / Anggun (Anggun) - Guitare sur le titre Au nom de la lune
  - 1994 : Gildas Arzel (Gildas Arzel) - Guitares, steel guitares, mandoline, banjo, programmation, chœurs. Coarrangements et coréalisation.
  - 1998 : S'il suffisait d'aimer (Céline Dion) - Guitares
  - 1998 : Jade (Corey Hart) - Guitares sur le titre Là-bas
  - 1999 : Chaque feu (Roch Voisine) - Guitares
- Années 2000-2003
  - 2000 : Yannick Noah (Yannick Noah) - Guitares
  - 2000 : Solidays (Solidays) - Guitares et chœurs sur le titre Qui sait ?
  - 2000 : Désirs contraires / Chrysalis (Anggun) - Guitare sur les titres Mes désirs contraires, Derrière la porte et Non angelical
  - 2001 : Autour de nous (Gildas Arzel) - Guitares, sitar, violon, mandoloncelle, flûte irlandaise, harmonica, jambé, claviers, programmation, basse. Coarrangements et coréalisation.
  - 2001 : Chansons pour les pieds (Jean-Jacques Goldman) - Guitares
  - 2002 : Et si le monde… (Sandrine François) - Guitares. Coarrangements sur les titres Mon nuage et En dedans
  - 2002 : Ici et Maintenant (Daniel Lévi) - Chœurs sur le titre Tous les mêmes
  - 2003 : Etre libre (Frédéric Lerner) - Guitares banjo et chœurs sur les titres Laisse-moi y croire, Plus rien, La roue tourne et Jamais personne.
  - 2003 : Quand l'humain danse (Maurane) - Guitares, chœurs sur les titres Quand les sangs, Tout faux et Des millions de fois
  - 2003 : 1 fille & 4 types (Céline Dion) - Guitares, chœurs et chant. Coarrangements sur le titre Ne bouge pas
  - 2003 : Pokhara (Yannick Noah) - Guitares, sitar, chœurs
  - 2003 : Reviens (Garou) - Guitares sur les titres Reviens, Les filles, Le sucre et le sel, Prière indienne, Ne me parlez plus d'elle, Ton premier regard, Une dernière fois encore et La rivière de mon enfance (ajouté sur la réédition 2014). Coarrangements sur les titres Ton premier regard et Une dernière fois encore.
- Années 2004-2009
  - 2004 : Du plaisir... (Michel Sardou) - Guitares sur le titre La rivière de mon enfance en duo avec Garou
  - 2004 : Prises et reprises (Michael Jones) - Guitares 12 cordes
  - 2004 : Tant de belles choses (Françoise Hardy) - Guitares sur Tant de belles choses (version réalisée par Erick Benzi)
  - 2005 : Double jeu (Julien Clerc) - Guitares, mandoline, sitar
  - 2005 : 9 (Lara Fabian) - Featuring sur le titre L'homme qui n'avait pas de maison
  - 2006 : Parenthèses' (Françoise Hardy) - Guitares, chœurs sur le titre Partir quand même
  - 2006 : Charango (Yannick Noah) - Guitares, chœurs
  - 2007 : D'elles (Céline Dion) - Guitares sur les titres Les paradis, Femme comme chacune et  Si j'étais quelqu'un
- Années 2010-2014
  - 2010 : Frontières (Yannick Noah) - Guitares, chœurs
  - 2014 : Sex Opéra (Satan Jokers) - Guitare solo sur le titre VIP HIV
- Années 2015-2019
  - 2015 : Greneville (Gildas Arzel) - Guitares, chœurs, piano. Coarrangements et co-réalisation de l'album.
  - 2016 : Attrape-rêves (Christophe Mae) - Guitares